# Stryphnodes styracopa
Stryphnodes styracopa är en fjärilsart som beskrevs av Edward Meyrick 1919. Stryphnodes styracopa ingår i släktet Stryphnodes och familjen äkta malar.
Artens utbredningsområde är Sri Lanka. Inga underarter finns listade i Catalogue of Life.